# Lothringer Erzbergwerke

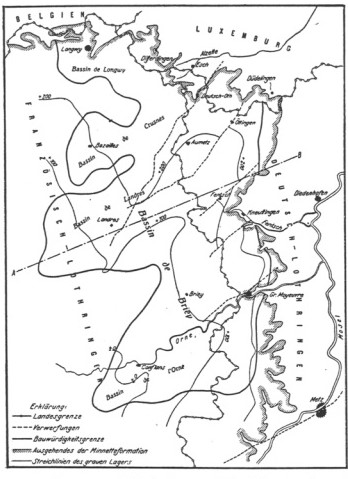
Minetterevier Lothringen 1914

Die Lothringer Erzbergwerke liegen in Lothringen in den französischen Départements Moselle, Meurthe-et-Moselle und Meuse. Sie befinden sich in der Region Grand Est in Frankreich an der Grenze zu Belgien, Luxemburg und dem Saarland. Die Erzbergwerke wurden betrieben vom 14. Jahrhundert bis 1997. Erhalten sind Museen in ehemaligen Bergwerken. Daneben gab es früher auch Lothringer Kohlebergwerke.

## Geographie und Geologie
Die Erzschichten erstrecken sich über mehr als 100 km von Nord nach Süd, von Longwy bis Pont-Saint-Vincent südlich von Nancy. Die Ost-West Ausbreitung beträgt ungefähr 30 km. Im Osten, im Departement Moselle, tritt das Erz zutage, nach Westen zu liegen die Erzschichten immer tiefer. Entsprechend wurde der Abbau im Osten im Tagebau, nach Westen zu durch Galerien in die Berghänge der Mosel und ihrer Nebenflüsse und schließlich mit Schachtanlagen bis zu 250 m Tiefe im Westen durchgeführt. Das Erz wird als Minette bezeichnet, weil es sehr wenig Eisen enthält. Zudem hat es einen hohen Phosphorgehalt, was die Verhüttung erschwert. Erst mit dem Thomas-Verfahren war eine industrielle Verhüttung möglich.

## Geschichte

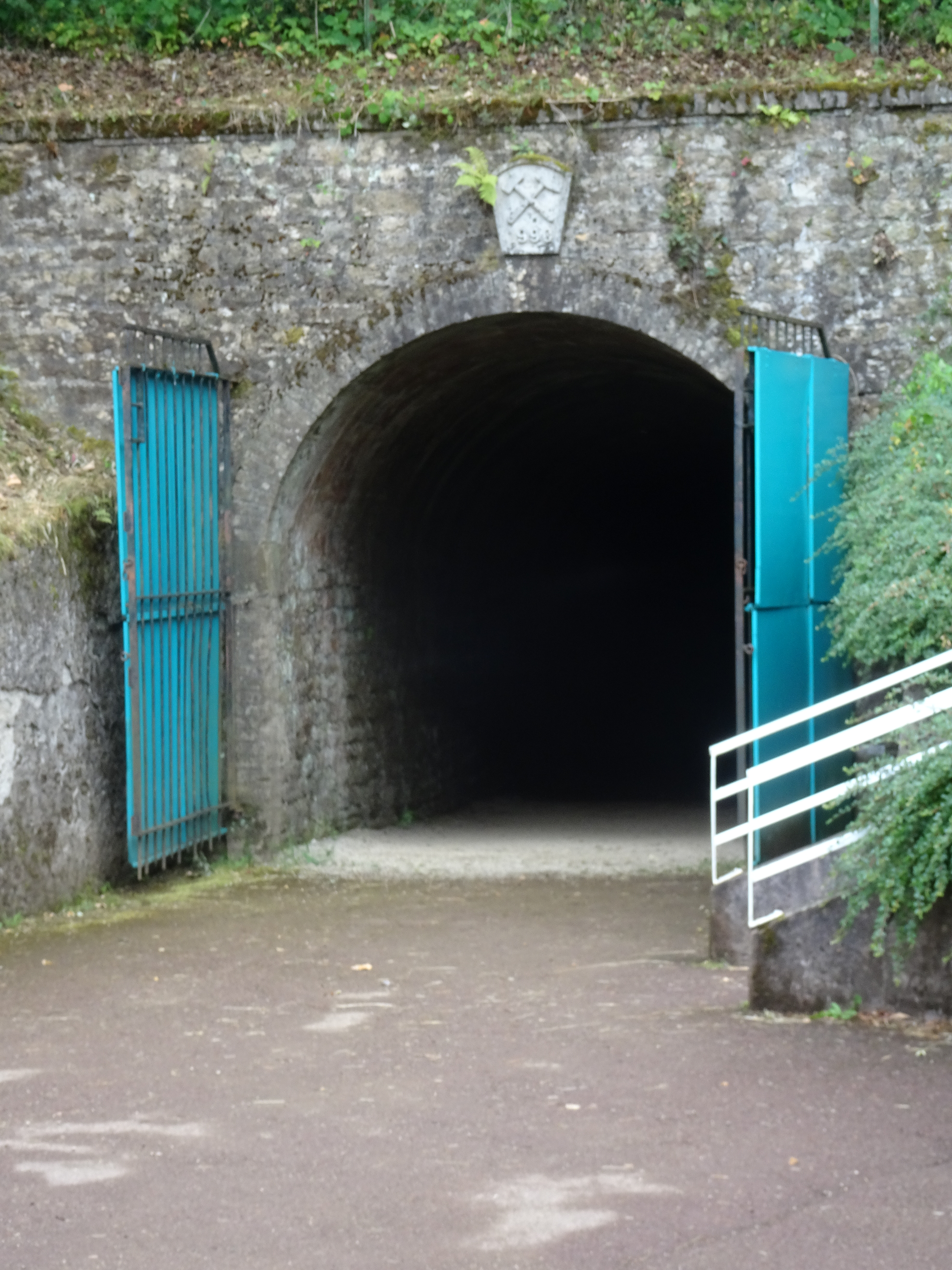
Haupteingang der ehemaligen Mine in Neufchef

Im 14. Jahrhundert errichteten die Mönche von der Abtei Orval in Belgien den ersten Hochofen in Buré bei Allondrelle-la-Malmaison, ca. 15 km westlich von Logwy. Das Erz stammte aus den Minen von Saint-Pancré.
1834 wurden in 80 Minen mehr als 35.000 Bergleute beschäftigt. In den 1970er Jahren wurde der Höhepunkt der Förderung mit 70 Mio. t erreicht. Insgesamt gab es 252 Abbaukonzessionen. Im Sektor Thionville Longwy wurde die letzte lothringische Mine, Terres Rouges (Rote Erde, wegen der Farbe der Eisenerze), 1997 geschlossen.

## Überreste
Der Abbau hat schwere Schäden im Wasserhaushalt der betroffenen Regionen verursacht. Mit dem Ende des Bergbaus hat man begonnen, die Schäden zu beheben.
Heute bezeugen noch zwei Bergbaumuseen die Geschichte dieses Industriezweigs in Lothringen. Diese befinden sich in Neufchef (1820–1970) und Aumetz (1903–1983).